# Chiesa di Sant'Anna (Cassano Magnago)
La chiesa di Sant'Anna, precedentemente nota come chiesa di San Giorgio in Campora, è un edificio religioso situato a Cassano Magnago, in provincia di Varese e arcidiocesi di Milano.

## Storia
La costruzione della chiesa, inizialmente intitolata a San Giorgio, è datata intorno al XIV secolo: l'edificio infatti non compare nel Liber Notitiae Sanctorum Mediolani, manoscritto di Goffredo da Bussero dove sono elencate le chiese del milanese, e viene citata negli atti della visita pastorale dell'arcivescovo Gabriele Sforza nel 1455.
La chiesa ha subito diversi interventi di ristrutturazione tra il XVII e il XVIII secolo. Durante questi lavori l'edificio venne ampliato e rimodernato insieme al campanile, e ne venne invertita la sua configurazione.

## Descrizione
L'edificio è costruito su un'unica pianta rettangolare a cui si aggiunge un'abside poligonale dove è collocato l'altare maggiore. Le pareti lungo il corridoio non possiedono affreschi, ma sono appesi dei quadri raffiguranti la passione di Cristo. Al centro di una delle pareti è presente una statua raffigurante il Sacro Cuore di Gesù. A lato dell'altare sono presenti altre due statue raffiguranti una San Giuseppe e una la Madonna. Qui sono presenti il crocifisso e un dipinto raffigurante l'Assunzione di Maria, mentre sulla volta dell'abside è presente un affresco che raffigura la gloria di Sant'Anna, entrambi di autori ignoti.